# Sonja Häsler
Sonja Häsler (* 1. März 1977) ist eine Schweizer Badmintonspielerin. Sie hat bei zwei Unfällen schwere Verletzungen erlitten und startet im Parabadminton in der Startklasse WH1. Häsler gehört zur schweizerischen Parabadminton-Nationalmannschaft und gewann 2010 in Filzbach bei ihrer ersten Badminton-Europameisterschaft für Behinderte und im folgenden Jahr bei der Weltmeisterschaft in Guatemala-Stadt Gold, Silber und Bronze. Sie bereitet sich auf eine Teilnahme an den Sommer-Paralympics 2020 in Tokio vor.

## Sportliche Laufbahn
Sonja Häsler war zunächst als Kunstturnerin, Leichtathletin und Skifahrerin sportlich aktiv. Bei einer Abfahrt auf First verunglückte sie und erlitt schwere Beinverletzungen. Mithilfe von Beinschienen und Gehhilfe konnte sie wieder laufen, doch im Juni 2005 erlitt sie bei einem weiteren Unfall ein Schädel-Hirn-Trauma und eine Stauchung der Wirbelsäule. Seither ist sie weitgehend auf einen Rollstuhl angewiesen.
Häsler ist Mitglied der schweizerischen Parabadminton-Nationalmannschaft und nahm erstmals 2009 in Seoul an einer Badminton-Weltmeisterschaft für Behinderte teil. Bei der Europameisterschaft 2010 im schweizerischen Filzbach gewann sie im Mixed mit David Toupé Gold, im Doppel mit Karin Suter-Erath Silber und im Einzel Bronze. 2011 errang sie bei der Weltmeisterschaft in Guatemala-Stadt Gold im Damen-Doppel, Silber im Mixed, und Bronze im Einzel. Im folgenden Jahr war sie bei der Europameisterschaft in Dortmund erfolgreich und gewann drei Silbermedaillen, im Einzel, im Doppel wieder mit Karin Suter-Erath und im Mixed erneut mit David Touré. 2014 konnte sie bei der EM in Murcia im Doppel mit Suter-Erath Gold, im Mixed mit Thomas Wandschneider Silber und im Einzel Bronze erreichen. Sie bereitete sich auf eine Teilnahme an den Sommer-Paralympics 2020 in Tokio vor, war jedoch letztendlich dort nicht am Start. Ihre letzten beiden internationalen Auftritte absolvierte sie 2018 in Australien und Spanien.
Häsler ist als Reiseberaterin bei Procap in Olten tätig. Zu ihren Hobbys gehört neben eigenen Reisen verschiedene Sportarten wie Kanufahren, Handbike und Hundeschlittentouren.